# Fantasievriend
Een fantasievriend, ook wel imaginaire vriend of een 'denkbeeldig vriendje', is een verzonnen persoon, dier of wezen dat gecreëerd is in de gedachten door een bepaalde persoon.
Fantasievriendjes worden vooral bedacht door kinderen maar soms ook door volwassenen.

## Uitleg
Fantasievriendjes worden meestal bedacht door sociale kinderen of met een grote fantasie in de gedachten om vriendschap te hebben of hem te helpen. Het karakter hangt af van de persoon die het zelf gecreëerd heeft. Bepaalde fantasievriendjes zijn ook afgeleid van bepaalde objecten of bekende personages. Bij kinderen wordt er veelal uitgegaan van een bepaalde levensfase, na de kleutertijd, waarin een fantasievriendje normaal is. Ouders hebben er echter vaak moeite mee dat hun kind tegen lucht staat te praten. Het verzinnen van een fantasievriend is, zeker in die fase, ongevaarlijk. Pas als men verzonnen personen hoger gaat aanslaan dan echte, is ingrijpen geboden.